# Josie Knight
Josie Knight, född den 29 mars 1997 i Aylesbury, är en brittisk tävlingscyklist.
Knight ingick i det brittiska laget som tog silver i lagförföljelse vid OS 2020 och silver vid VM 2022 samt guld i samma gren vid VM 2023. Hon ingick i det brittiska laget som tog brons i lagförföljelse vid OS 2024.